# Igor' Severjanin
Igor' Severjanin, in russo Игорь Северянин?, pseudonimo di Igor' Vasil'evič Lotarev (San Pietroburgo, 16 maggio 1887 – Tallinn, 20 dicembre 1941), è stato un poeta russo.
Verseggiatore abile e gradevole, abbinò molto bene rime da chansonnier ai modi e alle forme della poesia decadente. Nella sua poesia trovano ricetto il solipsismo e la ricerca del vivere l'istante: molto ben tratteggiata è la noncuranza e la frivolezza della borghesia russa, incurante della Rivoluzione incombente. Per questo fu assai popolare e, per un certo tempo, anche apprezzato. 
Nel 1918 Severjanin si trovava in Estonia, dove decise di rimanere per il resto della vita, scosso dai rivolgimenti che la Rivoluzione russa stava apportando alla nazione.
Autori come Vladimir Majakovskij criticano l'assenza nella sua poesia (appunto, di stampo borghese) di impegno politico.
Delle sue opere resta oggi valida l'ardita novità del linguaggio, ricco di neologismi.

## Opere
- Ruscelli colmi di tigli, raccolta di poesie del 1911.
- La coppa ribollente di tuoni, del 1913.
- Gli ananas nello champagne, raccolta di poesie del 1915.
- Victoria regis, del 1915.
- Estonia Verbena, del 1920.
- Menestrello, del 1922, pubblicato a Berlino.
- L'usignolo, del 1923, pubblicato a Bucarest.
- La tragedia del titano, del 1923, pubblicato a Bucarest.
- Le campane della cattedrale dei sentimenti, romanzo autobiografico in versi, del 1925.
- Il pianoforte di Leandro, del 1935.